# Север (Санта-Марта-де-Пенагиан)
Север (порт. Sever) — район (фрегезия) в Португалии, входит в округ Вила-Реал. Является составной частью муниципалитета Санта-Марта-де-Пенагиан. По старому административному делению входил в провинцию Траз-уж-Монтиш и Алту-Дору. Входит в экономико-статистический субрегион Доуру, который входит в Северный регион. Население составляет 951 человек на 2001 год. Занимает площадь 6,14 км².